# Chondracanthus
Chondracanthus is een geslacht van eenoogkreeftjes uit de familie van de Chondracanthidae. De wetenschappelijke naam werd voor het eerst geldig gepubliceerd in 1811 door Delaroche.

## Soorten
- Chondracanthus angustatus Heller, 1865
- Chondracanthus australis Ho, 1991
- Chondracanthus barnardi Ho, 1972
- Chondracanthus brotulae Capart, 1959
- Chondracanthus colligens Barnard, 1955
- Chondracanthus cottunculi Rathbun, 1886
- Chondracanthus deltoideus Fraser, 1920
- Chondracanthus dibranchi Gómez, Aguirre-Villaseñor & Morales-Serna, 2018
- Chondracanthus distortus Wilson C.B., 1922
- Chondracanthus genypteri Thomson G.M., 1890
- Chondracanthus goldsmidi Tang, Andrews & Cobcroft, 2007
- Chondracanthus gracilis Fraser, 1920
- Chondracanthus heterostichi Ho, 1972
- Chondracanthus hoi Braicovich, Lanfranchi, Incorvaia, Inés & Timi, 2013
- Chondracanthus horridus Heller, 1865
- Chondracanthus irregularis Fraser, 1920
- Chondracanthus janebennettae Causey, 1953
- Chondracanthus kabatai Aneesh, Helna & Kumar, 2020
- Chondracanthus lepidionis Kabata, 1970
- Chondracanthus lepophidii Ho, 1974
- Chondracanthus lophii Johnston, 1836
- Chondracanthus merluccii (Holten, 1802)
- Chondracanthus multituberculatus (Markevich, 1956)
- Chondracanthus narium Kabata, 1969
- Chondracanthus neali Leigh-Sharpe, 1930
- Chondracanthus nodosus (Müller O.F., 1776)
- Chondracanthus ornatus Scott T., 1900
- Chondracanthus palpifer Wilson C.B., 1912
- Chondracanthus pinguis Wilson C.B., 1912
- Chondracanthus polymixiae Yamaguti, 1939
- Chondracanthus psetti Krøyer, 1863
- Chondracanthus pusillus Kabata, 1968
- Chondracanthus shiinoi Yamaguti, 1963
- Chondracanthus solidus (Gusev, 1951)
- Chondracanthus theragrae Yamaguti, 1939
- Chondracanthus triventricosus Sekerak, 1970
- Chondracanthus tuberculatus Nordmann, 1832
- Chondracanthus wilsoni Ho, 1971
- Chondracanthus yabei Ho, J.S., Kim I.H. & Nagasawa, 2005
- Chondracanthus yanezi Atria, 1980
- Chondracanthus zei Delaroche, 1811

### Taxon inquirendum
- Chondracanthus lisse Quoy & Gaimard, 1824

### Nomen nudum
- Chondracanthus bleekeri Richiardi, 1881

### Synoniemen
- Chondracanthus abdominalis Heegaard, 1943 => Chondracanthus lophii Johnston, 1836
- Chondracanthus alatus Heller, 1865 => Protochondracanthus alatus (Heller, 1865)
- Chondracanthus annulatus Olsson, 1869 => Acanthochondrites annulatus (Olsson, 1869)
- Chondracanthus bifurcatus Capart, 1959 => Chondracanthus angustatus Heller, 1865
- Chondracanthus brevicollis Krøyer, 1863 => Ceratochondria brevicollis (Krøyer, 1863)
- Chondracanthus briani Yü & Wu, 1932 => Acanthochondria briani (Yü & Wu, 1932)
- Chondracanthus bulbosus (Kabata, 1965) => Chondracanthodes bulbosus Kabata, 1965
- Chondracanthus chilensis Wilson C.B., 1918 => Acanthochondria phycidis (Rathbun, 1886)
- Chondracanthus chilomycteri Thomson G.M., 1890 => Acanthocanthopsis chilomycteri (Thomson, 1889)
- Chondracanthus clavatus Bassett-Smith, 1896 => Acanthochondria clavata (Bassett-Smith, 1896)
- Chondracanthus congiopodi Barnard, 1955 => Chondracanthus tuberculatus Nordmann, 1832
- Chondracanthus cornutus (Müller O.F., 1776) => Acanthochondria cornuta (Müller O.F., 1776)
- Chondracanthus crassicornis Krøyer, 1837 => Heterochondria crassicornis (Krøyer, 1837)
- Chondracanthus cynoglottidis Thompson I.C. & Scott A., 1903 => Heterochondria cynoglottidis (Thompson I.C. & Scott A., 1903)
- Chondracanthus delarochiana (Blainville, 1822) => Chondracanthus lophii Johnston, 1836
- Chondracanthus depressus Scott T., 1905 => Acanthochondria cornuta (Müller O.F., 1776)
- Chondracanthus dogieli Gusev, 1951 => Chondracanthus irregularis Fraser, 1920
- Chondracanthus dufresnii (Blainville, 1822) => Chondracanthus lophii Johnston, 1836
- Chondracanthus elongatus Bassett-Smith, 1898 => Acanthochondria elongata (Bassett-Smith, 1898)
- Chondracanthus epachthes Wilson C.B., 1908 => Acanthochondria epachthes (Wilson C.B., 1908)
- Chondracanthus flurae Krøyer, 1863 => Acanthochondria cornuta (Müller O.F., 1776)
- Chondracanthus galeritus Rathbun, 1886 => Acanthochondria galerita (Rathbun, 1886)
- Chondracanthus gibbosus Shiino, 1955 => Chondracanthus shiinoi Yamaguti, 1963
- Chondracanthus gibbosus Krøyer, 1837 => Chondracanthus lophii Johnston, 1836
- Chondracanthus gobinus (Müller O.F., 1776) => Diocus gobinus (Müller O.F., 1776)
- Chondracanthus grandigenitalis Yü & Wu, 1932 => Acanthochondria grandigenitalis (Yü & Wu, 1932)
- Chondracanthus gurnardi Olsson, 1869 => Acanthochondria gurnardi (Olsson, 1869) => Lernentoma asellina (Linnaeus, 1758)
- Chondracanthus inflatus Bainbridge, 1909 => Acanthochondrites annulatus (Olsson, 1869)
- Chondracanthus laevigatus Quoy & Gaimard, 1824 => Sphyrion laevigatum (Quoy & Gaimard, 1824)
- Chondracanthus laevirajae Valle, 1881 => Acanthochondrites annulatus (Olsson, 1869)
- Chondracanthus larochii Krøyer, 1837 => Chondracanthus zei Delaroche, 1811
- Chondracanthus limandae Krøyer, 1863 => Acanthochondria limandae (Krøyer, 1863)
- Chondracanthus longicephalus Yü & Wu, 1932 => Heterochondria longicephala (Yü & Wu, 1932)
- Chondracanthus lophius Risso, 1826 => Chondracanthus lophii Johnston, 1836
- Chondracanthus lotellae Thomson G.M., 1890 => Chondracanthus irregularis Fraser, 1920
- Chondracanthus macrurus Brady, 1883 => Lateracanthus macrurus (Brady, 1883)
- Chondracanthus merlangi (Holten, 1802) => Chondracanthus merluccii (Holten, 1802)
- Chondracanthus ninnii Richiardi, 1882 => Pharodes ninnii (Richiardi, 1882)
- Chondracanthus ophidii Krøyer, 1863 => Acanthochondria ophidii (Krøyer, 1863)
- Chondracanthus pallidus Beneden, 1870 => Acanthochondrites annulatus (Olsson, 1869)
- Chondracanthus parvus Ho, Kim I.H. & Nagasawa, 2005 => Chondracanthus solidus (Gusev, 1951)
- Chondracanthus phycidis Rathbun, 1886 => Acanthochondria phycidis (Rathbun, 1886)
- Chondracanthus pingi Yü & Wu, 1932 => Acanthochondria pingi (Yü & Wu, 1932)
- Chondracanthus quadratus (Heegaard, 1945) => Acanthocanthopsis quadrata Heegaard, 1945
- Chondracanthus radiatus (Müller O.F., 1776) => Chondracanthodes radiatus (Müller O.F., 1776)
- Chondracanthus rectangularis Fraser, 1920 => Acanthochondria rectangularis (Fraser, 1920)
- Chondracanthus rickettsi (Wilson C.B., 1935) => Chondracanthodes deflexus Wilson C.B., 1932
- Chondracanthus sicyasis Krøyer, 1863 => Acanthochondria sicyasis (Krøyer, 1863)
- Chondracanthus similis Yü & Wu, 1932 => Heterochondria similis (Yü & Wu, 1932)
- Chondracanthus sixteni Wilson C.B., 1922 => Acanthochondria sixteni (Wilson C.B., 1922)
- Chondracanthus slastnicovi Gusev, 1951 => Chondracanthus pinguis Wilson C.B., 1912
- Chondracanthus soleae Krøyer, 1838 => Acanthochondria soleae (Krøyer, 1838)
- Chondracanthus stramineus Wilson C.B., 1923 => Chondracanthus merluccii (Holten, 1802)
- Chondracanthus triglae Guérin-Méneville, 1837 => Lernentoma asellina (Linnaeus, 1758)
- Chondracanthus trilobatus Pillai, 1964 => Protochondracanthus trilobatus (Pillai, 1964)
- Chondracanthus williamsoni Scott T., 1909 => Chondracanthus nodosus (Müller O.F., 1776)
- Chondracanthus xiphiae Cuvier, 1829 => Chondracanthus merluccii (Holten, 1802)